# Kazuo Ohno
 Der er for få eller ingen kildehenvisninger i denne artikel, hvilket er et problem. Du kan hjælpe ved at angive troværdige kilder til de påstande, som fremføres i artiklen.

Kazuo Ohno (27. oktober 1906 – 1. juni 2010) var en japansk danser som blev en guru og en inspirerende skikkelse i danseformen kendt som Butoh.
1. ↑  Navnet er anført på svensk og stammer fra Wikidata hvor navnet endnu ikke findes på dansk.